# 지즈 급행

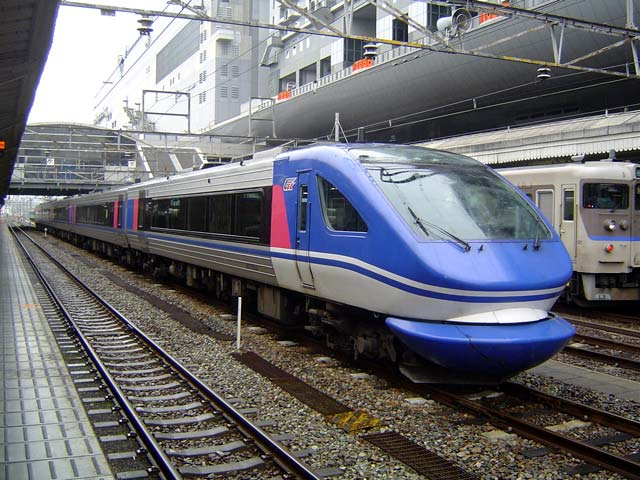

지즈 급행(일본어: 智頭急行 지즈큐코[*], 영어: Chizu Express Company)은 효고현, 오카야마현, 돗토리현 3현에 걸친, 한때 일본철도건설공단의 건설선이었던 지즈 선을 운행하는 철도 회사이다. 연선 지자체에서 출자한 제3섹터 방식으로 설립되었으며, 제3섹터 철도의 일종이다.

## 개요
본사는 돗토리현 야즈군 지즈정 오아자 지즈(鳥取県八頭郡智頭町大字智頭)의 지즈역 앞 농협 건물에 있으며, 운수부는 지즈 역 구내에 있다.
다수의 제3섹터 철도들이 적자를 내고 있는 한편, 지즈 급행은 호쿠호쿠 선을 운영하는 호쿠에쓰 급행에 다음가는 수익을 얻고 있어, '제3섹터 철도의 2대 우등생'이라는 별칭을 가지고 있다. 이것에는 지즈 급행이 운영하는 지즈 선을 경유하여 게이한신과 돗토리를 이어주는 특급 열차인 '슈퍼 하쿠토'의 수익이 가장 영향을 미친다. 또, 슈퍼 하쿠토를 보완하여 오카야마와 돗토리를 잇는 특급열차인 '슈퍼 이나바'도 달리고 있어서, 보통 열차는 한산하다. 하지만 이런 특급 열차의 호조 속에도 단기간에 경영이 크게 악화될 수 있다. 호쿠에쓰 급행의 경우, 2014년에 호쿠리쿠 신칸센이 가나자와역까지 연장 개통하면, 호쿠리쿠 지방에서 나오에쓰역으로 이동한 뒤 호쿠호쿠 선 특급을 이용하여 에치고유자와역에서 신칸센을 이용하던 경로가, 호쿠리쿠 지방에서 바로 신칸센을 이용할 수 있게 되어 승객 수요가 신칸센으로 이동하여 이용자 급감과 경영의 대폭 악화가 불가피하다. 지즈 급행 또한 돗토리 자동차도의 개통으로 고속 버스의 이용 시간 단축이 예상되지만, 호쿠에쓰 급행과는 반대로 단기간에 경영을 악화시킬 정도는 아닌 것으로 예상되고 있다.
2010년 통계에 따르면, 약 13억 1000만엔의 수입 가운데 정기 수입이 2000만엔, 비정기 수입이 12억 9000만엔으로 비정기 수입이 압도적으로 많은 것이 특징이다.
지즈 선이 개통한 1994년 말부터 얼마 되지 않은 1995년 1월 17일에 한신·아와지 대지진이 발생하여 지즈 선을 운행하는 특급 슈퍼 하쿠토가 전면 운휴되어, 초년도 매출이 예상의 1할 정도에 그쳤고, 도산의 위기에도 휩슬렸다. 그러나 겨우겨우 유지하여 특급 운행 개시 이후에는 위기를 벗어났고, 1998년 이후로는 계속 흑자를 기록하고 있다. 2006년 6월, 주주 총회 이후 제3섹터 철도로는 일본 최초로 주주 배당(액면의 2%)을 실시하였고, 2007년에도 이와 같이 배당하였다.

## 역사
지즈 급행이 운영하는 지즈 선은 음양(산인 지방과 산요 지방) 연결 노선의 하나인 일본국유철도(국철) 지즈 선으로, 일본철도건설공단에 의해 건설되고 있었으나, 국철의 경영이 악화됨에 따라 1980년에 제정된 '일본국유철도 경영 재건 촉진 특별조치법'에 의해, 철도공단이 건설 중이던 지방 노선에 대해, 개업 후의 예상 수송밀도가 1일당 4000명 미만인 노선에 한해 건설을 중단하기로 하였다. 이 때, 지즈 선은 용지의 95%를 확보했고, 노반의 30%, 선로의 10%가 완성되어 있었다. 지즈 선은 아깝게도 예상 수송밀도가 1일당 3900명을 기록하여, 원칙대로 건설이 중지되었다.
1983년에 돗토리 현지사로 취임한 니시오 유지(西尾邑次)는 건설 동결 중이던 지즈 선을 제3섹터 방식으로 인수받는 방안을 검토하고, 전문 기관에 위탁해 경영 조사를 하여, 지역 수송만 하면 적자이지만 국철에 직통하는 특급 열차를 운행하면 흑자가 된다는 결과를 얻었다. 이에 '국철 지즈 선 건설 촉진 기성동맹회'를 통한 활동이 이루어져 1985년 11월 28일에 효고현지사와, 그 다음날에는 오카야마현지사와 회담을 가져, 공사 재개에 대해 공동으로 보조하는 것에 합의했다.
다음 해 1월 10일에는 해당 기성동맹회의 이름에서 '국철'을 떼어 버리고 '지즈 선 건설 촉진 기성동맹회'가 되어, 제3섹터 회사 설립 준비 조직이 되었다. 그 해 3월 31일에 돗토리·오카야마·효고 3현의 출자 비율 각서가 체결되어 4월 11일에 설립 발기인회 개최, 5월 30일에 창립 총회를 개최하고, 5월 31일에 '지즈 철도 주식회사'라는 이름으로 설립된다.
- 1986년 5월 31일 : 지즈 철도 주식회사 설립. 본사는 돗토리 현 돗토리시에 두었다.
- 1994년 6월 17일 : 지즈 급행 주식회사로 사명 변경.
- 동년 12월 3일 : 지즈 선 개통
- 2009년 4월 1일 : 본사를 현재의 위치로 이전.

## 노선
- 지즈 선 (가미고리역 ~ 지즈역 56.1 km )

노선 대부분이 고가라서 건널목은 거의 없다. 히라후쿠 역, 고이야마가타 역의 승객 이동용 건널목을 제외하고는 모두 JR선 공용 건널목이다.

## 차량
형식 칭호인 'HOT'은 연선 지역 3현의 영어 명칭인 Hyōgo, Okayama, Tottori의 머릿글자를 딴 것이다. 또, 형식 번호는 해당 차의 기관출력에서 유래하였다. 지즈 급행의 모든 차가 자사의 오하라 차량 기지 소속이다. 비전철화 구간이기 때문에 디젤을 연료로 사용하는 기동차가 운행된다.
- 특급
  - 지즈 급행 HOT7000계 기동차 : 인비 선을 이용하여 돗토리역이나 구라요시역까지 직통하는 관계로 서일본 여객철도 소속 차량기지에 상주하고 관리를 위탁할 때가 있다.
- 보통열차
  - 지즈 급행 HOT3500형 기동차 : 인비 선을 이용하여 돗토리 역까지 직결한다.

## 운수부
지즈 급행의 승무원(운전사, 차장)이 소속한 조직이다. 지즈역에 병설되어 있으며, 운전지령소를 겸한다. 전기·보선을 관리하는 시설계도 항시 근무한다. 오하라 차량 기지도 운수부 소속이다.
- 차장 승무 선구
  - 슈퍼 하쿠토 : 가미고오리 ~ 구라요시 (일부 열차는 지즈 역에서 차장 교대)
  - 슈퍼 이나바 : 가미고오리 ~ 지즈 (일부 열차)
- 운전사 승무 선구 ('운전사가 탑승하는 구간'을 일컫는다.)
  - 지즈 선 전선, 모든 열차

## 운임·요금
보통열차
탑승 거리에 따라 요금이 정해진다. 소아는 요금이 반액이다.
| 거리 (km)       | 운임（엔） |
| --------------- | ---------- |
| 탑승 후 3km까지 | 160        |
| 4 ~ 6           | 220        |
| 7 ~ 9           | 290        |
| 10 ~ 12         | 350        |
| 13 ~ 15         | 410        |
| 16 ~ 18         | 470        |
| 19 ~ 21         | 530        |
| 22 ~ 24         | 590        |
| 25 ~ 27         | 650        |
| 28 ~ 30         | 710        |
| 31 ~ 33         | 770        |
| 34 ~ 36         | 840        |
| 37 ~ 39         | 900        |
| 40 ~ 42         | 960        |
| 43 ~ 45         | 1,020      |
| 46 ~ 48         | 1,080      |
| 49 ~ 51         | 1,140      |
| 52 ~ 54         | 1,200      |
| 55 ~ 57         | 1,260      |
특급열차
- 보통차
  - 탑승 거리에 관계없이 요금이 균일하며, 소아는 반액이다.
    - 지정석 : 510엔
    - 자유석 : 410엔

- 그린샤(グリーン車)
  - 요금은 역시 균일하며, 성인 기준 510엔이다. 소아 요금도 510엔으로 같다.

### 기획승차권
지즈 선 만끽 보통열차 1일 마음대로 타기 표(智頭線満喫普通列車1日乗り放題きっぷ)
지즈 선에서는 JR에서 판매하는 청춘 18표(青春18きっぷ)를 사용할 수 없기 때문에, 여행객의 편의를 도모하고자 청춘 18표의 판매 기간 동안 자체적으로 지즈 선 내에서 이용할 수 있는 기획승차권을 출시하는데, 이것이 바로 지즈 선 만끽 보통열차 1일 마음대로 타기 표이다. 성인은 1000엔, 소아는 500엔에 구입할 수 있다. 가미고리 ~ 지즈 구간의 편도 요금인 1260엔보다 싸고, 지즈 선을 43km 이상 이용하는 것만으로도 본전이다.
차내에서는 구매할 수 없으므로 미리 가미고리, 사요, 오하라, 지즈 역 등의 유인역의 창구 영업시간 내에 구입하거나, 우편으로 주문해야 한다. 청춘 18표와 마찬가지로 특급 열차에서는 못 사용하기 때문에 특급을 이용하려면 별도로 승차권, 특급권을 구입해야 한다.